# Cercopithecus lhoesti
El cercopiteco de L'Hoest (Cercopithecus lhoesti) es una especie de primate catarrino de la familia Cercopithecidae propia de las selvas centroafricanas. Esta especie se encuentra en Uganda, Burundi, Ruanda y el Congo.